# Roberto Kettlun
Roberto Karin Kettlun Beshe (* 25. Juli 1981 in Santiago de Chile), in Palästina bekannt als Roberto Ketlun, ist ein ehemaliger chilenisch-palästinensischer Fußballspieler.

## Verein
Der Mittelfeldspieler stammt aus der Jugendabteilung von CD Universidad Católica in seiner Heimatstadt; 1998 unterschrieb er dort seinen ersten Profivertrag. Im Jahr 2002 wechselte Kettlun zum CD Palestino, einem von palästinensischen Einwanderern gegründeten Verein. Hier blieb er zwei Jahre.
Im Sommer 2003 wagte Kettlun den Sprung nach Europa und wechselte nach Griechenland zu Skoda Xanthi. Hier konnte er sich jedoch nicht durchsetzen und absolvierte nur vier Partien; immerhin gelang ihm dabei ein Tor. Nach nur einer Spielzeit kehrte der Mittelfeldspieler zurück zu Palestino.
2006 suchte er eine neue sportliche Herausforderung und wechselte zu Unión Española, dem „Erzrivalen“ von Palestino; hiermit machte er sich bei den Fans seines ehemaligen Klubs nicht gerade beliebt. In der Saison 2007/08 spielte Kettlun in Italiens Serie D beim FB Brindisi.
Es folgten weitere Stationen in Italien, bis Kettlun 2012 nach Palästina wechselte und dort 2016 seine aktive Karriere beendete.

## Nationalmannschaft
Da Kettlun lange vergeblich auf eine Berufung in die chilenische Nationalmannschaft gewartet hatte, entschied er sich, aufgrund seiner palästinensischen Vorfahren, für die palästinensische Nationalmannschaft aufzulaufen, mit der er unter anderem an der Qualifikation zur WM 2006 teilnahm.